# Andy Gibson
Albert "Andy" Gibson (Zanesville, 6 november 1913 - Cincinnati, 10 februari 1961) was een Amerikaanse jazz-trompettist, componist en arrangeur uit het swing-tijdperk.
Gibson speelde aanvankelijk viool, maar stapte over op de trompet. Hij speelde in veel orkesten (o.m. bij Zack Whyte, McKinney's Cotton Pickers, Willie Bryant en Lucky Millinder), maar legde zich vanaf 1937 toe op het componeren en arrangeren voor Duke Ellington, Count Basie, Cab Calloway, Charlie Barnet en Harry James. Tijdens zijn diensttijd leidde hij een bigband in het leger.
Na zijn legerjaren schreef hij weer voor Barnet, maar richtte zich steeds meer op rhythm & blues. Hij was van 1956 tot 1960 muzikaal directeur van King Records, waarvoor hij ook arrangementen schreef. In 1959 nam hij als bandleider nog vier songs op, later verschenen op een lp op Camden Records (met nummers van enkele andere musici).
Enkele composities van Gibsons hand: I Left My Baby (bekend geworden door Count Basie), The great Lie, The Hucklebuck (gebaseerd op een werk van Charlie Parker, Now's The Time) en Try Me, waarvan James Brown voor King een versie opnam.
Gibson stierf aan de gevolgen van een hartinfarct.